# Ternivka, Berșad
Ternivka (în ucraineană Тернівка) este o comună în raionul Berșad, regiunea Vinnița, Ucraina, formată numai din satul de reședință.

## Demografie
Componența lingvistică a satului Ternivka
     Ucraineană (97,42%)
     Rusă (1,29%)
     Alte limbi (1,14%)
Conform recensământului din 2001, majoritatea populației satului Ternivka era vorbitoare de ucraineană (97,42%), existând în minoritate și vorbitori de rusă (1,29%).